# Proterhinus moribundus
Proterhinus moribundus is een keversoort uit de familie Belidae. De wetenschappelijke naam van de soort is voor het eerst geldig gepubliceerd in 1916 door Perkins.